# Thiago Pinto Borges
Thiago Pinto Borges, meglio noto come Thiago (San Paolo, 22 ottobre 1988), è un calciatore brasiliano, attaccante del Rødovre.

## Carriera
Ha giocato nella massima serie dei campionati danese, svedese e islandese.